# Djehuti (General)
Djehuti (* 15. Jahrhundert v. Chr.) war ein altägyptischer Beamter, der unter Thutmosis III. amtierte. Er ist von den Objekten seiner Grabausstattung und einem literarischen Text bekannt.

## Tätigkeiten
Djehuti war Schreiber des Königs, Truppenvorsteher und Vorsteher der nördlichen Fremdländer. In der Erzählung von der Eroberung von Joppe erscheint er als führender General bei der Eroberung der asiatischen Stadt Joppe. Die Eroberung der Stadt wurde dadurch erreicht, dass sich Djehuti und zweihundert Mitstreiter in Säcke einnähen ließen. Diese wurden ohne Schwierigkeiten in die Stadt geschmuggelt, da der dortige Fürst glaubte, es handele sich um Geschenke. In der Nacht krochen die Soldaten aus ihren Säcken und konnten die Stadttore öffnen, was zur Eroberung der Stadt führte.

## Sein Grab
Das Grab des Djehuti wurde 1824 in Sakkara gefunden. Es war unberaubt und enthielt eine Reihe wertvoller, teilweise goldener Objekte, darunter einen Herzskarabäus, goldene Schalen, einen Dolch, Kanopenkrüge und viele weitere Beigaben. Zu der Auffindung des Grabes gibt es heute nur noch wenige Aufzeichnungen. Die Objekte sind an verschiedene Museen verkauft worden, weshalb sich die Grabausstattung kaum rekonstruieren lässt.

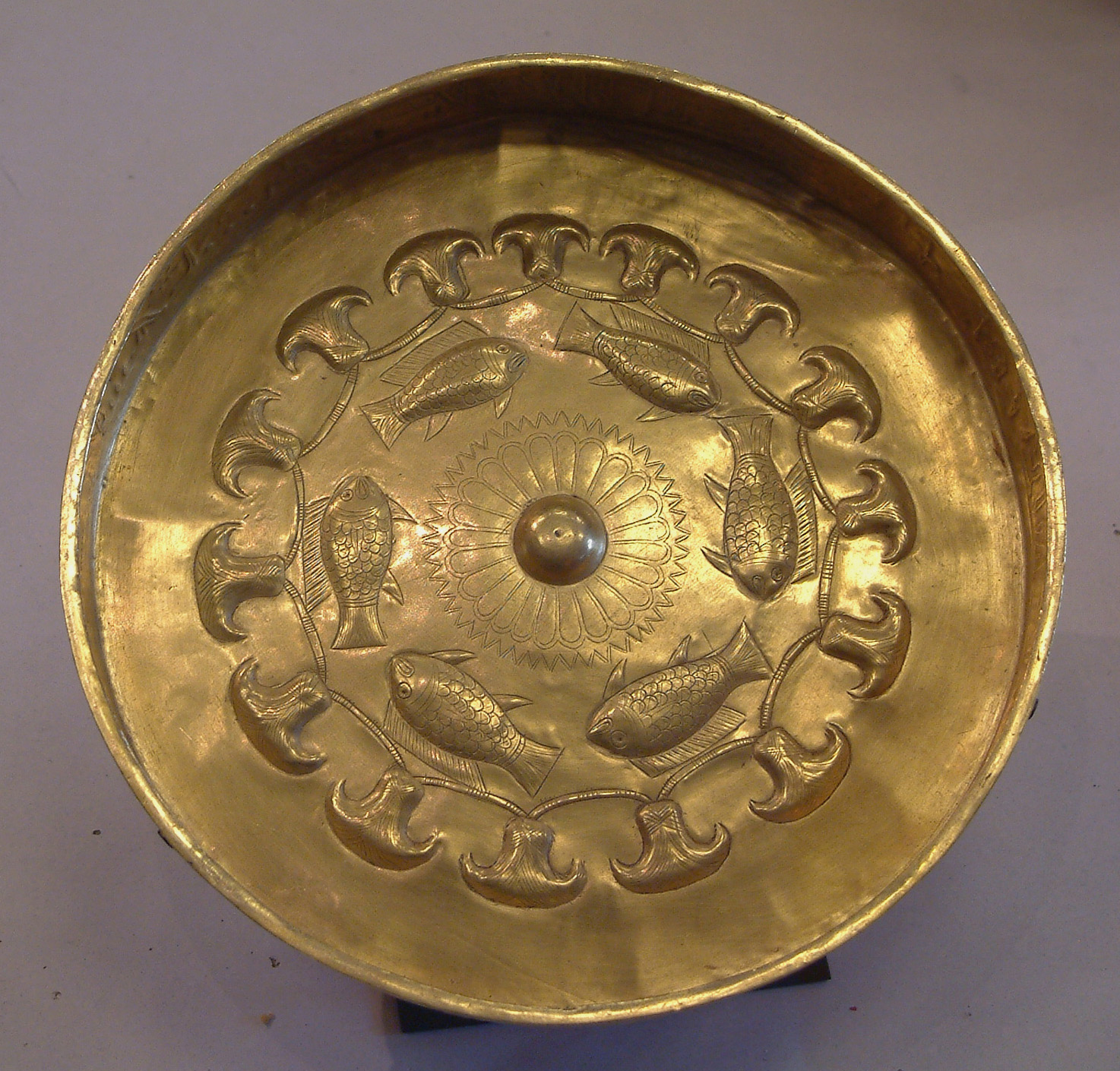
Goldschale aus dem Grab des Djehuty
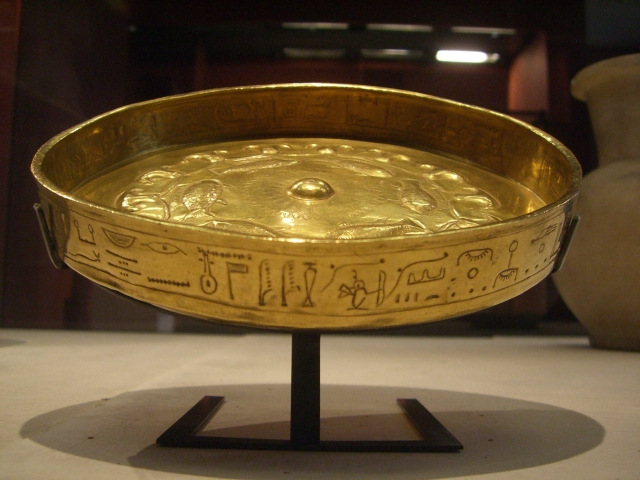
Goldschale aus dem Grab des Djehuty (andere Ansicht)